# Devant l'Allemagne éternelle
Gaulois, Germains, Latins. Chronique d'une résistance
Devant l'Allemagne éternelle est un livre du journaliste et homme politique français Charles Maurras, directeur de L'Action française publié en 1937. L'ouvrage est composé durant la période de détention de l'auteur à la prison de la Santé du 20 octobre 1936 au 6 juillet 1937 pour menaces de mort à l'encontre de Léon Blum. Il compile des « textes écrits depuis quarante ans sur l'Allemagne, le pangermanisme et l'influence allemande en France ».

## Présentation

### Antigermanisme
Devant l'Allemagne éternelle est un texte profondément germanophobe. La germanophobie de Charles Maurras est essentialiste au motif que « les caractéristiques culturelles des Allemands sont innées, elles se perpétuent depuis des siècles ». Il s'en prend au « mal de l'Allemagne éternelle, celui qui fut propre à tous les peuples allemands, à toutes les époques de leur histoire, cette « race ombrageuse et lourde, d'esprit personnel et jaloux, remplit le Moyen-Âge de luttes contre la plus auguste expression de l'unité chrétienne », cette « force brute », cette « sauvagerie innée » qui provient « des instincts de la chair et du sang allemands ». Il adhère à l'idée d'un « caractère national et natif [...] inscrit en chacun de nous ».

Néanmoins, il nuance sa germanophobie par une critique des approches « trop biologisantes » comme exposé par Arthur de Gobineau. Face à ces théories, Maurras entend vouloir « détruire le préjugé qui consiste à expliquer « tous les faits historico-politiques par l'âme et le génie des races » ». Pour l'historien Stéphane Giocanti, il est impératif de mettre en relation Devant l'Allemagne éternelle avec les articles du journal qui conjuguent à la fois un antisémitisme d'État et une critique des « antisémites de peau » aux prétentions scientifiques et populistes.

« Certes, il y a bien des races ! Certes chacune a bien son âme, son génie, mais la race n'est point tout, il y a bien d'autres facteurs, et la constitution de la nature humaine, ses traits essentiels et ses grandes lignes, ne sont peut-être pas les plus négligeables de ces facteurs tant négligés. C'est une merveille, en effet, de voir l'homme, à quel type qu'il appartienne, une fois qu'il est placé dans une certaine situation, réagir uniformément, quel que soit le temps, le lieu, la couleur de la peau et réaliser avec une constance parfaite à peu près le même type de constitution sociale ! On croyait autrefois la féodalité européenne un fait unique, comme il est d'ailleurs un fait original, dans l'histoire. Mais point du tout. On a trouvé les principaux airs de la vie féodale dans l'ancienne Grèce, dans l'Inde moderne, au Japon. »

— Charles Maurras, Devant l'Allemagne éternelle
La dénonciation catégorique des Allemands sert un objectif précis et cohérent par rapport à sa façon d'envisager la civilisation.
Pour Maurras, la civilisation incarne la « concrétisation du principe de l'ordre » tandis que l'Allemagne serait l'exemple du « désordre radical ». Les deux pays seraient donc radicalement opposés et la France serait l'unique « dépositaire authentique et légitime des valeurs de la civilisation dont Athènes a été la fondatrice ». L'histoire des Allemands est résumée en « une longue anarchie, anarchie indéterminée [...] et interminable » tandis que les « Francs occidentaux » ont été « fondateurs et organisateurs ». En raison de leur tempérament supposément « anarchiste », les Allemands auraient été incapables « de se doter de manière autonome d'une « règle » fondée sur la raison et lorsqu'ils accèdent à la souveraineté, ils ne suivent que la voie de « [leur] fantaisie ou [de leur] intérêt » ». Dès lors, il devient légitime pour Maurras « de les considérer comme inférieurs aux Français qui, eux, ont permis à la seule véritable culture, le classicisme, de se développer ». Fort de ces considérations, Maurras s'évertue à démontrer que de Luther à Fichte, en passant par Kant, l'Allemagne s'est distinguée par « le triomphe d’un individualisme opposé au principe fondateur de toute civilisation, l’adhésion à un système universel de valeurs transcendant toute visée particulière ». En somme, l'Allemagne demeure « éternellement ennemie de l’ordre classique dont la France est l’héritière, et dont le nazisme ne serait donc que la forme ultime, paroxystique et caricaturale ».
Le livre porte aussi sur les débats autour de Fustel de Coulanges et du nationalisme de Fichte.
Durant la Seconde Guerre mondiale, Maurras ne change nullement ses opinions concernant l'Allemagne notamment « auprès  des officiels  qui  voudraient le voir se contredire au sujet de son livre Devant l’Allemagne éternelle ».

« En 1941, au repas offert par M. Goirand, on vient lui dire que, peut-être, il serait tenté de changer quelque chose à son livre Devant l’Allemagne éternelle il répond, « eh bien, vous allez voir, donnez moi ce livre » et au bas de la dédicace qu’il avait faite à son hôte longtemps auparavant, il ajoute : « Sans qu’il soit nécessaire que je raye de ce volume le moindre des mots qu’il contient ». »

— Bruno Goyet, Charles Maurras

### Imminence d'une nouvelle guerre
Devant la montée d'Hitler et l'accentuation des tensions internationales, Charles Maurras lance un appel à la résistance paradoxal :

« La France ne veut plus de la guerre, notait Maurras, et pourtant il lui faut courir aux armes. Vaincue, elle subirait un sort digne des temps antiques, quand le vainqueur avait disposition sur tout et sur chacun. »

— Philippe Burrin, La France à l'heure allemande (1940-1944)
Pour l'historien Philippe Burin, cet appel aurait eu plus de poids « si Maurras ne soutenait pas, au même moment, une politique de conciliation justifiée par le délabrement dans lequel la démocratie avait mis le pays ». En effet, Maurras ne concevait plus la défense nationale qu'à la condition d'une réforme générale du régime. Une position somme toute ambiguë car Maurras se retrouvait à dénoncer les mêmes ennemis que le nazisme notamment les communistes, les Juifs et les métèques.
Il est donc vital pour Maurras de renverser la République en vue de protéger la France du pangermanisme. Conformément aux prescriptions de Jacques Bainville dans Conséquences politiques de la paix, Maurras soutient qu'il faut démembrer l'empire allemand. «  Cette faiblesse qui aurait civilisé l’Allemagne » est un socle du maurrassisme. Maurras est convaincu qu'après cela : « les Allemands redeviennent alors de bonnes gens ».